# Magdalena Schmidt (Turnerin)

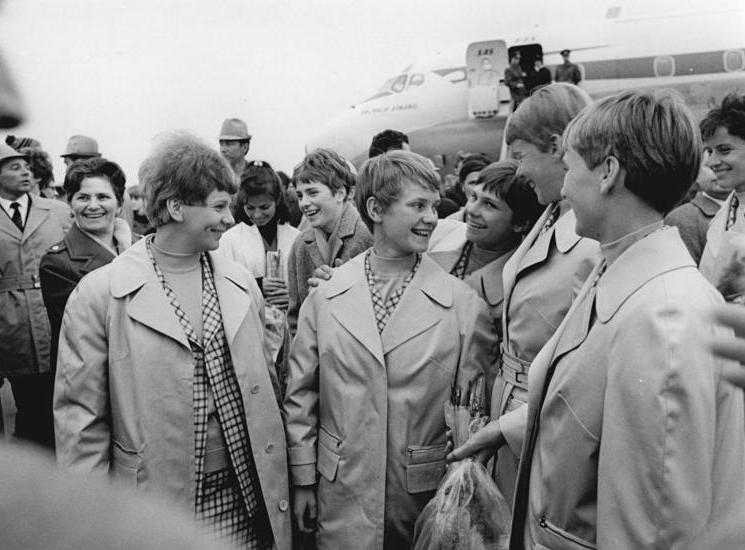
Magdalena Schmidt (vorn, links) im Jahr 1968

Magdalena Schmidt (* 30. Juni 1949 in Lauchhammer, nach Heirat Magdalena Jakob) ist eine ehemalige deutsche Gerätturnerin, die 1968 eine olympische Bronzemedaille gewann. Sie startete für den SC Dynamo Berlin.
Magdalena Schmidt besuchte die Kinder- und Jugendsportschule in Forst, die auch Karin Janz besuchte. Wie Janz wechselte auch Magdalena Schmidt zum SC Dynamo Berlin zu Trainer Jürgen Heritz. 1965 belegte Schmidt bei der DDR-Meisterschaft den dritten Platz am Stufenbarren. 1967 belegte sie sowohl am Stufenbarren als auch im Pferdsprung den dritten Platz. 1968 gehörte sie zur DDR-Riege bei den Olympischen Spielen 1968 in Mexiko. Maritta Bauerschmidt, Karin Janz, Marianne Noack, Magdalena Schmidt, Ute Starke und Erika Zuchold belegten in der Mannschaftswertung den dritten Platz hinter den Riegen aus der Sowjetunion und aus der Tschechoslowakei. In der Einzelwertung erreichte Magdalena Schmidt den 29. Platz im Mehrkampf.
Magdalena Schmidt war zuerst Kindergärtnerin, studierte dann aber Staatswissenschaften und war Justitiarin des Berliner Sportstättenbetriebs. Sie ist mit dem Fußballer Michael Jakob verheiratet.